# Linea Hibiya
La linea Hibiya (東京地下鉄日比谷線?, Tōkyō Chikatetsu Hibiya-sen), conosciuta ufficialmente come "Line No.2 - Hibiya Line", è una delle linee della metropolitana di Tokyo a servizio dell'omonima città del Giappone ed è gestita dall'operatore Tokyo Metro.
È contrassegnata dal colore argento o grigio e le sue stazioni assumono una sigla in codice composta dalla lettera H seguita dal numero progressivo della stazione.

## Fermate
| Numero                                                                        | Nome                                                          | Giapponese                                                    | Distanza (km)                                                 | Distanza (km)                                                 | Collegamenti | Posizione                                                     |
| Numero                                                                        | Nome                                                          | Giapponese                                                    | Interstazione                                                 | Totale                                                        | Collegamenti | Posizione                                                     |
| Provenienza dalla stazione di Kikuna sulla Linea Tōkyū Tōyoko                 | Provenienza dalla stazione di Kikuna sulla Linea Tōkyū Tōyoko | Provenienza dalla stazione di Kikuna sulla Linea Tōkyū Tōyoko | Provenienza dalla stazione di Kikuna sulla Linea Tōkyū Tōyoko | Provenienza dalla stazione di Kikuna sulla Linea Tōkyū Tōyoko | Provenienza dalla stazione di Kikuna sulla Linea Tōkyū Tōyoko | Provenienza dalla stazione di Kikuna sulla Linea Tōkyū Tōyoko |
| ----------------------------------------------------------------------------- | ------------------------------------------------------------- | ------------------------------------------------------------- | ------------------------------------------------------------- | ------------------------------------------------------------- | --- | ------------------------------------------------------------- |
|                                                                               | Naka-Meguro                                                   | 中目黒1                                                       | -                                                             | 0,0                                                           | ■ Linea Tōkyū Tōyoko (servizi diretti per Kikuna) | Meguro                                                        |
|                                                                               | Ebisu                                                         | 恵比寿                                                        | 1,0                                                           | 1,0                                                           | ■ Linea Yamanote ■ Linea Saikyō ■ Linea Shōnan-Shinjuku | Shibuya                                                       |
|                                                                               | Hiroo                                                         | 広尾                                                          | 1,5                                                           | 2,5                                                           | | Minato                                                        |
|                                                                               | Roppongi                                                      | 六本木                                                        | 1,7                                                           | 4,2                                                           | Linea Ōedo (E-23) | Minato                                                        |
|                                                                               | Kamiyachō                                                     | 神谷町                                                        | 1,5                                                           | 5,7                                                           | | Minato                                                        |
|                                                                               | Toranomon Hills                                               | 虎ノ門ヒルズ                                                  | 0,5                                                           | 6,2                                                           | Tokyo Metro Linea Ginza (Toranomon) | Minato                                                        |
|                                                                               | Kasumigaseki                                                  | 霞ケ関                                                        | 0,8                                                           | 7,0                                                           | Tokyo Metro Linea Marunouchi Tokyo Metro Linea Chiyoda | Chiyoda                                                       |
|                                                                               | Hibiya                                                        | 日比谷                                                        | 1,2                                                           | 8,2                                                           | Tokyo Metro Chiyoda Line Tokyo Metro Linea Yūrakuchō (Stazione di Yūrakuchō Toei Linea Mita (I-08) ■ Linea Yamanote ■ Linea Keihin-Tōhoku (Yūrakuchō)                                                                                                | Chiyoda                                                       |
|                                                                               | Ginza                                                         | 銀座                                                          | 0,4                                                           | 8,6                                                           | Tokyo Metro Linea Ginza Linea Marunouchi | Chūō                                                          |
|                                                                               | Higashi-Ginza                                                 | 東銀座                                                        | 0,4                                                           | 9,0                                                           | Toei Linea Asakusa | Chūō                                                          |
|                                                                               | Tsukiji                                                       | 築地                                                          | 0,6                                                           | 9,6                                                           | | Chūō                                                          |
|                                                                               | Hatchōbori                                                    | 八丁堀                                                        | 1,0                                                           | 10,6                                                          | ■ Linea Keiyō | Chūō                                                          |
|                                                                               | Kayabachō                                                     | 茅場町                                                        | 0,5                                                           | 11,1                                                          | Tokyo Metro Linea Tōzai | Chūō                                                          |
|                                                                               | Ningyōchō                                                     | 人形町                                                        | 0,9                                                           | 12,0                                                          | Toei Linea Asakusa | Chūō                                                          |
|                                                                               | Kodemmachō                                                    | 小伝馬町                                                      | 0,6                                                           | 12,6                                                          | | Chūō                                                          |
|                                                                               | Akihabara                                                     | 秋葉原                                                        | 0,9                                                           | 13,5                                                          | ■ Linea Yamanote ■ Linea Chūō-Sōbu ■ Linea Keihin-Tōhoku Tsukuba Express | Chiyoda                                                       |
|                                                                               | Naka-Okachimachi                                              | 仲御徒町                                                      | 1,0                                                           | 14,5                                                          | Tokyo Metro Linea Ginza(Ueno-Hirokōji Toei Linea Ōedo (Ueno-Okachimachi ■ Linea Yamanote ■ Linea Keihin-Tōhoku (Okachimachi) | Taitō                                                         |
|                                                                               | Ueno                                                          | 上野                                                          | 0,5                                                           | 15,0                                                          | Tokyo Metro Linea Ginza ■ Linea Yamanote ■ Linea Jōban ■ Linea Keihin-Tōhoku ■ Shinkansen (linee ad alta velocità per il nord del Giappone: Tōhoku, Jōetsu, Hokuriku (Nagano), Yamagata, Akita), ■ Linea Principale Keisei (stazione di Keisei Ueno) | Taitō                                                         |
|                                                                               | Iriya                                                         | 入谷                                                          | 1,2                                                           | 16,2                                                          | | Taitō                                                         |
|                                                                               | Minowa                                                        | 三ノ輪                                                        | 1,2                                                           | 17,4                                                          | ■ Toden Arakawa Line (Minowabashi) | Taitō                                                         |
|                                                                               | Minami-Senju                                                  | 南千住                                                        | 0,8                                                           | 18,2                                                          | ■ Jōban Line ■ Tsukuba Express (04) | Arakawa                                                       |
| H22                                                                           | Kita-Senju                                                    | 北千住                                                        | 2,1                                                           | 20,3                                                          | Tokyo Metro Chiyoda Line (C-18) ■ Jōban Line ■ Linea Tōbu Isesaki (servizi diretti per Tōbu-Dōbutsu-Kōen) ■ Tsukuba Express | Adachi                                                        |
| Continuazione verso la stazione di Tōbu-Dōbutsu-Kōen sulla Linea Tōbu Isesaki |                                                               |                                                               |                                                               |                                                               | |                                                               |

1: Naka-Meguro è condivisa dalla Tōkyū Corporation e la Tokyo Metro, ma gestita dalla prima.